# Miradouro Humberto Delgado

Placa de homenagem a Humberto Delgado.

Vista da Base Aérea das Lajes a partir do miradouro.

O Miradouro Humberto Delgado é um miradouro açoriano localiza-se na Serra de Santiago, junto ao Aeroporto Internacional das Lajes e à Base Aérea das Lajes, cidade da Praia da Vitória e foi edificado em memória da II Guerra Mundial e da pessoa do General Humberto delgado.
Foi construído como “…preito à sua actividade em prol da Base das Lajes”, e foi uma homenagem da Câmara Municipal da Praia da Vitória, em 23 de Fevereiro de 1944 e contou a referida homenagem com o apoio da então associação amigos da ilha Terceira. 
Recuperado, recentemente, não foi ali colocada qualquer placa indicativa com o nome do General Humberto Delgado ou qualquer outro tipo de informação referente ao processo de negociação anglo-português ou sobre a instalação e utilização da Base das Lajes pela Força Aérea Britânica e pela Força Aérea dos Estados Unidos durante a II Guerra Mundial, desde 1943 até 1946. 
É de referir que este miradouro que se debruça sobre as pistas do aeroporto das Lajes tem por fim recordar o facto histórico de que apesar de Portugal ter mantido a sua neutralidade, desde o início da II Guerra, permaneceu a ameaça de uma possível ocupação dos Açores, tanto pelas forças aliadas como pelas forças do eixo. Foi então que, em 1941, o Primeiro-Ministro António de Oliveira Salazar envia tropas para as ilhas dos Açores, numa tentativa de dissuadir os beligerantes de consumarem tal acto, afirmando a soberania portuguesa no arquipélago face à conjuntura internacional.